# Brigitte Fetzer
Brigitte Fetzer (obecnie Consuegra, ur. 17 maja 1956 w Schlema im Erzgebirge) – niemiecka siatkarka, medalistka igrzysk olimpijskich i mistrzostw Europy.

## Życiorys
Fetzer była w składzie reprezentacji Niemiec Wschodnich, która wywalczyła srebrny medal podczas mistrzostw Europy 1977 we Francji. Wystąpiła na igrzyskach olimpijskich 1980 w Moskwie. Zagrała wówczas we wszystkich trzech meczach fazy grupowej, wygranym półfinale z Bułgarią oraz w przegranym finale ze Związkiem Radzieckim.